# Ligne de trolleybus 10 (Liège)
La ligne 20 est une ancienne ligne du trolleybus de Liège qui reliait Liège à Fléron entre 1954 et 1971.

## Histoire
1954 : mise en service en remplacement de la ligne de tramway 10, service partiel 11 prolongé à Beyne-Heusay Maison communale. 
1971 : suppression, remplacement par une ligne d'autobus sous le même indice.

### Monographies
- Jean-Géry Godeaux, Les tramways au pays de Liège, t. 3 : Liège aux fils des trolleybus, Groupement belge pour la promotion et l'exploitation touristique du transport ferroviaire (GTF), 2001, 490 p.